# Zautomatyzowana Doświadczalna Kopalnia „Jan”
Zautomatyzowana Doświadczalna Kopalnia „Jan” – kopalnia węgla kamiennego w Katowicach, położona w rejonie ulicy Górniczego Dorobku, funkcjonująca od 1969 roku do lat 80. XX wieku.  
Był to zakład o charakterze doświadczalnym, w którym przeprowadzano prace badawcze i testowano nowe rozwiązania systemów mechanizacyjnych i automatyzacyjnych związanych z działalnością wydobywczą. Została ona zaprojektowana pod kierownictwem Ministra Górnictwa i Energetyki Jana Mitręgi. 

## Historia

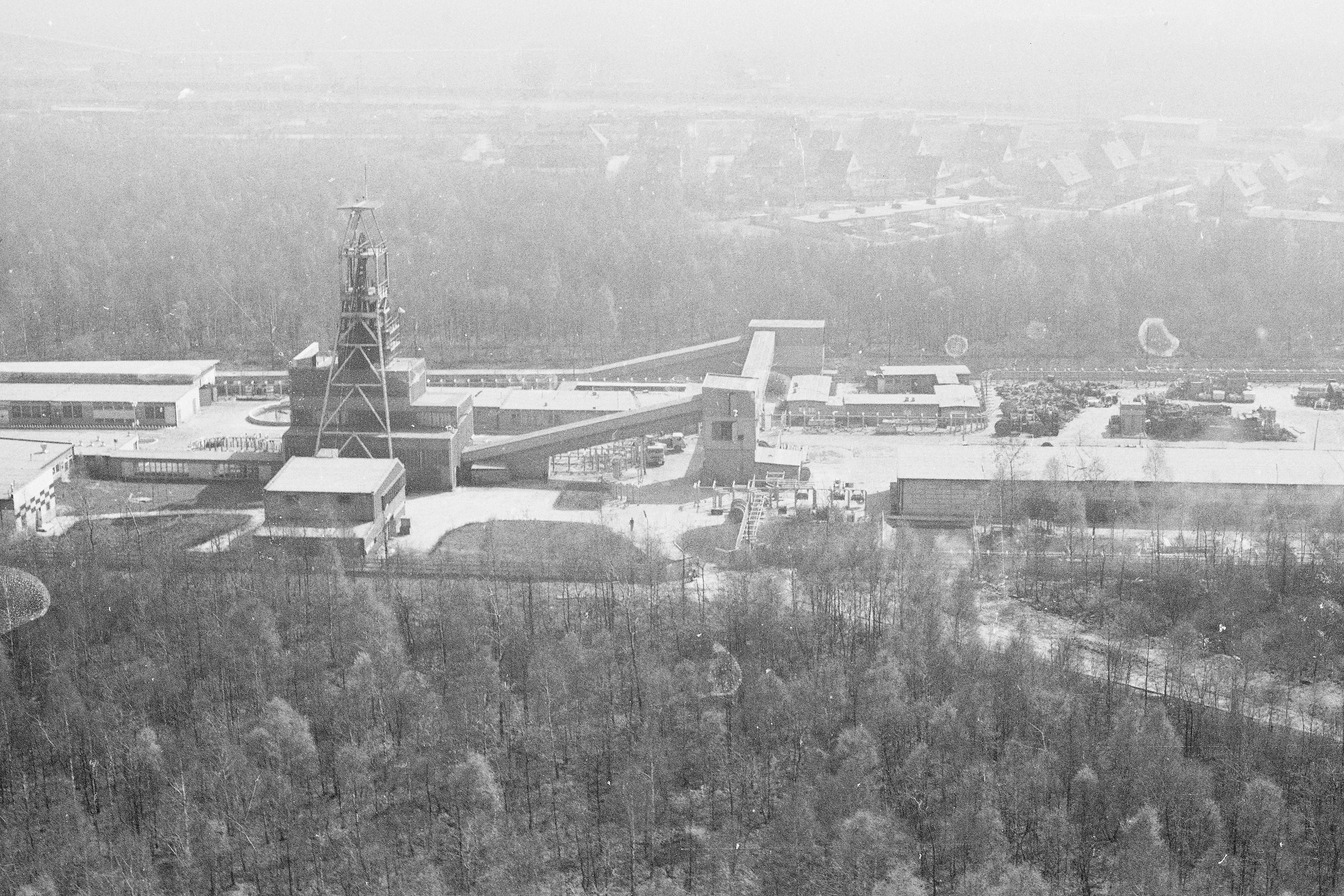
Kopalnia „Jan” w 1974 roku

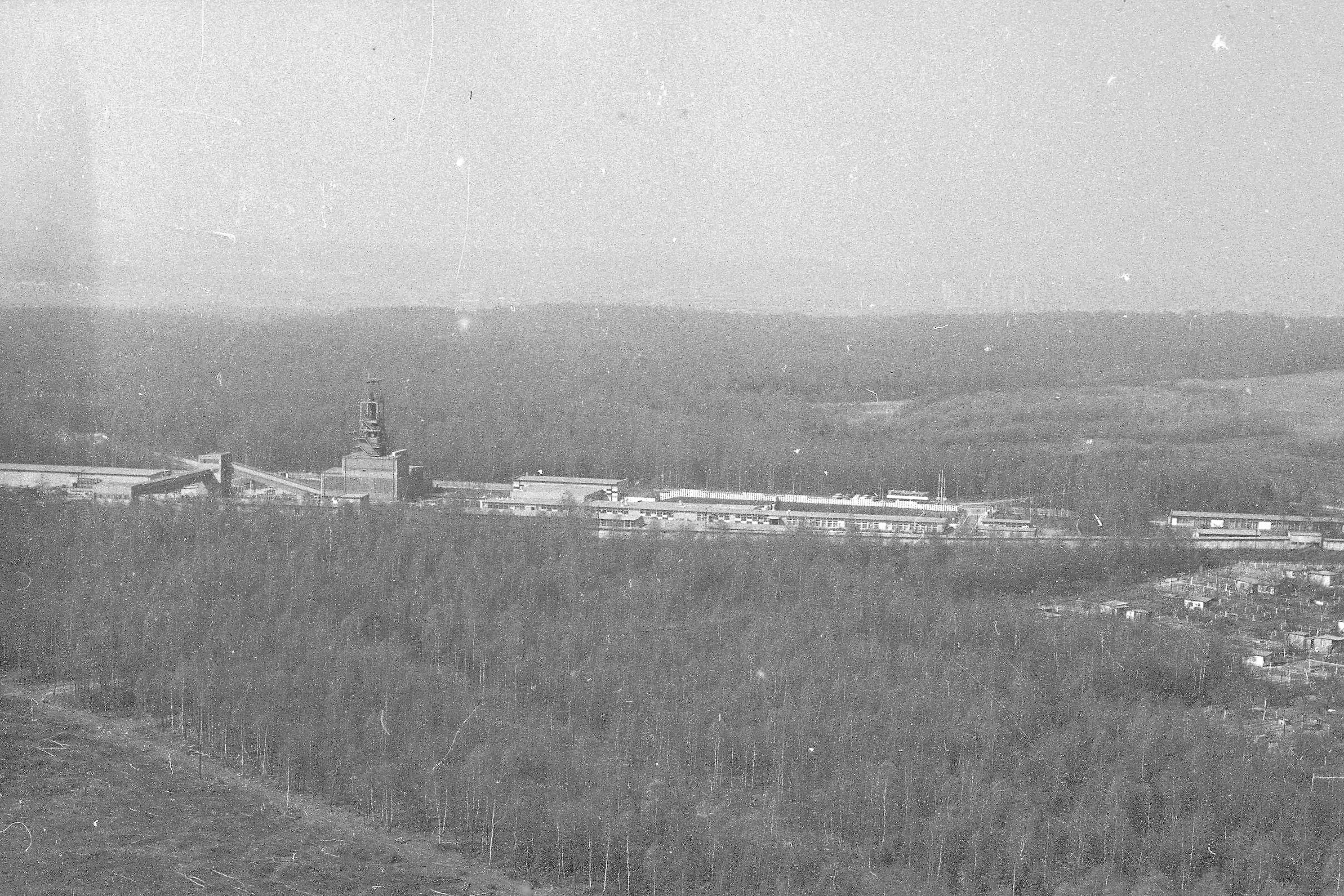
Kopalnia „Jan” w 1974 roku

Zautomatyzowana Doświadczalna Kopalnia „Jan” była najmłodszą kopalnią węgla kamiennego w Katowicach, a jej założenie związane było z polityką modernizacji polskiego górnictwa prowadzoną przez Ministra Górnictwa i Energetyki Jana Mitręgę. Nowych założeń nie planowano wprowadzać w życie w pracującej kopalni węgla kamiennego, dlatego też postanowiono zbudować eksperymentalny zakład górniczy, a miał on w założeniu wydobywać do 2,5 tys. ton węgla kamiennego na dobę, osiągając wydajność do 15 ton na pracownika przy zatrudnieniu 230 osób. 
Kopalnię zaprojektował zespół pod kierownictwem ministra Jana Mitręgi, a w jej przygotowaniu brały udział również: Zakłady Konstrukcyjno-Mechaniczne Przemysłu Węglowego, Główny Instytut Górnictwa oraz Główne Biuro Studiów i Projektów Górniczych. Projekt kopalni ukończono na początku 1967 roku, a jej budowę ukończono w 1968 roku. Koszt budowy zakładu wyniósł 185 mln złotych.
Kopalnię „Jan” uruchomiono na polach górniczych Kopalni Węgla Kamiennego „Wieczorek”. Wydobycie w niej węgla kamiennego rozpoczęto 3 grudnia 1968 roku, dzień później uroczystego otwarcia dokonał Władysław Gomułka, natomiast oficjalne oddanie do użytku kopalni odbyło się 1 stycznia 1969 roku.
Nazwa kopalni została nadana prawdopodobnie na cześć ówczesnego ministra Górnictwa i Energetyki – Jana Mitręgi. 
Początkowo kopalnia „Jan” wchodziła w skład Katowickiego Zjednoczenia Przemysłu Węglowego, lecz na podstawie zarządzania Ministra Górnictwa i Energetyki z 2 października 1969 roku została ona przekazana Głównemu Instytutowi Górnictwa (bądź przekazana tej instytucji 30 września tego samego roku). W 1973 roku kopalnia „Jan” została przekazana do Zakładów Konstrukcyjno-Mechanizacyjnych Przemysłu Węglowego. 
1 stycznia 1976 roku zakład włączono do kopalni „Wieczorek”  jaki oddział G8 (według innego źródła w kopalni „Wieczorek” zakład „Jan” początkowo działał jako samodzielny ruch, a następnie oddział). Po wyczerpaniu pokładów węgla kamiennego Zautomatyzowana Doświadczalna Kopalnia „Jan” została zlikwidowana w latach 80. XX wieku (bądź 1993 roku), a istniejące wówczas obiekty rozebrano.

## Charakterystyka

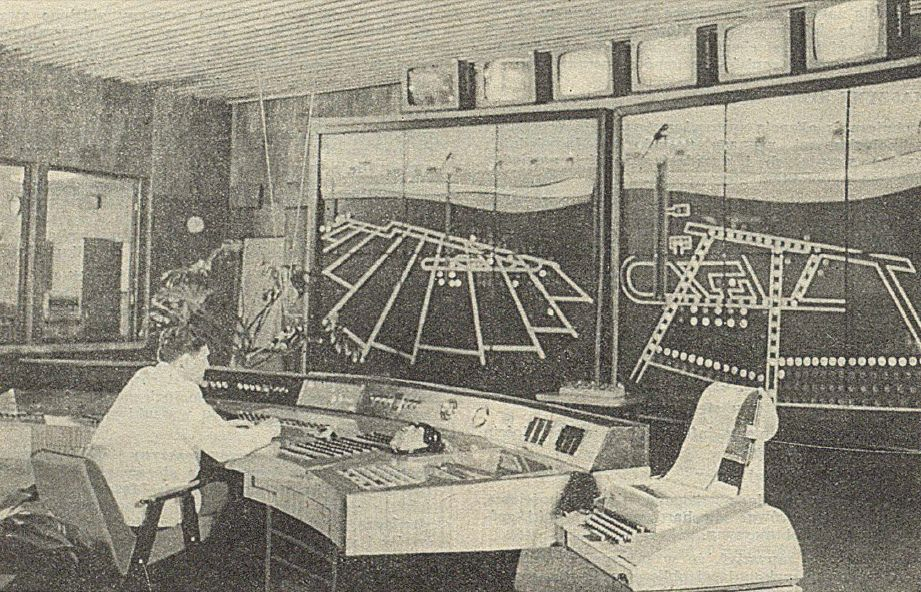
Centrum sterowania kopalni „Jan”

Zautomatyzowana Doświadczalna Kopalnia „Jan” miała swoją siedzibą przy ulicy Górniczego Dorobku 1 w Katowicach, na terenie współczesnej dzielnicy Janów-Nikiszowiec.
Była ona zakładem produkcyjnym o charakterze doświadczalnym, który miał na celu sprawdzenie nowych rozwiązań systemów mechanizacyjnych i automatyzacyjnych związanych z działalnością wydobywczą oraz prowadzenie prac badawczych zmierzających do opracowania nowych rozwiązań technicznych i organizacyjnych w górnictwie węgla kamiennego. Była to także placówka szkoleniowa dla kadr zaplecza naukowo-technicznego Ministerstwa Górnictwa i Energetyki, wykładowców szkół wyższych oraz technicznej kadry kierowniczej w przemyśle węglowym.
Powierzchniowa zabudowa kopalni składała się z dwóch zwartych ciągów budynków oraz kompleksem szybu zjazdowo-wydobywczego, na które składały się: centrum zarządzania, ośrodek obliczeniowy, nadszybie szybu „Jan I”, budynek maszyny wyciągowej, maszyna wyciągu awaryjnego, lampownia, łaźnia, ambulatorium, pawilon administracyjny, magazyny, estakada odstawy urobku i hotel pracowniczy. Wszystkie produkcyjne i pomocnicze obiekty były zbudowane z typowych elementów prefabrykowanych, a także zastosowano układy konstrukcyjne niewrażliwe na skutki szkód górniczych. 
Centrum zarządzania kopalnią wyposażone było w urządzenia kierujące procesami technologicznymi i kontrolujące parametry bezpieczeństwa pracy. Ośrodek obliczeniowy wyposażono m.in. w komputery Odra 1325. Do kontroli ruchu załogi wykorzystywano system Teledekta, a do ewidencji i rozliczeń gospodarki materiałowo-magazynowej urządzenie Seleks.
Zautomatyzowana Doświadczalna Kopalnia „Jan” miała dwa szyby:
- „Jan I” – szyb wydobywczy o średnicy tarczy 4,5 m i głębokości 332 m; posiadał samoobsługową maszynę wyciągową; w samym szybie znajdowały się dziesięciotonowe skipoklatki przeznaczone do transportu urobku oraz jazdy ludzi; zamontowany był też pomocniczy wyciąg awaryjny jednoklatkowy[6],
- „Jan II” - szyb wentylacyjny o średnicy tarczy 3,5 m i głębokości 155 m; wyposażony został w wentylator o wydajności 2,0-2,6 tys. m² powietrza na minutę[6].

Przy wykonywaniu nowych wyrobisk wykorzystano obudowę stalowo-betonową oraz obudowę kotwioną różnych typów. Na poziomie 290 m od szybu „Jan I” wykonano przekop główny, od którego poprowadzono wyrobiska udostępniające, prowadzące do dziewięciu pól eksploatacyjnych. Do podkładu 401 poprowadzono dwie powierzchnie i dwa chodniki wentylacyjne. Węgiel wybierano z granicy pola, z zawałem stropu, ścianami 1,2-1,7 m wysokości, 160 m długości i 1-1,5 tys. m wybiegu. W podziemiach do transportu ludzi i materiałów wykorzystywano podwieszaną, osobowo-towarową jednoszynową kolejkę z kabinami osobowymi ciągniętymi przez podwieszoną lokomotywę spalinową.
Kopalnię połączono z zakładem przeróbczym przy szybie „Ligoń” kopalni „Wieczorek” przenośnikami taśmowymi w estakadzie. Wydobycie w kopalni „Jan” wynosiło do 500 tys. ton węgla kamiennego rocznie przy zatrudnieniu na poziomie 370 pracowników.